# Géminis: El planeta oscuro
Géminis: El planeta oscuro (en ruso: Звёздный разум, romanizado: Zviozdny razum, traducción: Mente estelar) es una película rusa de ciencia ficción, terror y suspenso dirigida por Serik Beyseu sobre una expedición enviada a terraformar un planeta distante. Fue estrenada en 2022.
Fue estrenada en enero de 2022 en Rusia y en Latinoamérica a fines de 2022 e inicios de 2023.

## Argumento
En un futuro cercano, un virus desconocido destruye las plantas terrestres, lo que en cuestión de años provoca una gran crisis en los ecosistemas produciendo una caída catastrófica del nivel de oxígeno en la atmósfera y que quien coma alimentos contaminados desarrolle graves enfermedades autoinmunes. Mientras un grupo de paleontólogos encuentras dos objetos de origen extraterrestre, los cuales al ser investigados se descubre que son un motor espacial y un productor de materia viva, tras esto se desarrolla el proyectos Géminis el cual pretende usar a los artefactos para viajar y terraformar Tess, un planeta cercano a la Tierra que tendría condiciones atmosféricas similares y permitiría salvar a la humanidad. Para cumplir con el proyecto se envía una expedición espacial dirigida por Steven Ross junto a Peter Lehman y Leona Redwood, además de los pilotos liderados por Connell . Después del hipersalto el equipo debe enfrentar problemas en los motores de la nave revelándose más secretos de los artefactos y que han llegado a un lugar muy distinto.

## Reparto
- Egor Koreshkov como Steven Ross, especialista en motores de naves extraterrestres
- Alyona Konstantinova como Amy, novia de Steven
- Konstantin Samoukov como el capitán Ryan Connell quien dirige a los pilotos de la Fuerza aérea
- Nikita Dyuvbanov como Frank Miller
- Elizaveta Martinez como Leona Redwood, encargada del programa de trasformación
- Viktor Potapeshkin como Richard Wilson
- Dmitry Frid como David Kurtz
- Petr Romanov como Peter Lehman